# Paychex
Paychex, Inc.  er en amerikansk udbyder af HR, løn og frynsegode outsourcing sevices til små og mellemstore virksomheder. De har over 100 kontorer og ca. 670.000 lønningsliste-kunde.
Paychex blev etableret i 1971 af Tom Golisano, som begyndte virksomheden med 3.000 $ i kapital.